# Berta Tibor
Berta Tibor (Kaposvár, 1966. június 19. –) magyar katolikus püspök, 2021-től katonai ordinárius.

## Pályafutása
Az esztergomi Temesvári Pelbárt Ferences Gimnáziumban érettségizett 1984-ben. Sorkatonai szolgálatát követően 1986-tól 1991-ig az esztergomi papnevelő intézet növendéke volt. 1991. június 20-án szentelték pappá a Veszprémi főegyházmegye szolgálatára.
1991-től 1993-ig Marcaliban, majd 1994-ig a Kaposvári székesegyházban volt káplán. 1994-ben inkardinálódott a Kaposvári egyházmegyébe.
Ugyanezen évben kezdte meg szolgálatát a Katonai ordinariátusban, 1997-ig az ordinariátus titkáraként. Ezt követően 2003-ig helyőrségi lelkész volt Szombathelyen (2002-től 2003-ig a KFOR keretében külföldi szolgálaton is). 2003-tól Székesfehérváron szolgált tábori esperesként, majd 2005-től 2007-ig kiemelt tábori lelkészként. 2008-ban még rövid időre visszatért ide a MH ÖHP kiemelt tábori lelkészeként.
2007-től 2008-ig, majd 2009-től az ordinariátus általános helynöke volt Budapesten. 2009-ben inkardinálódott a Katonai ordinariátusba.
A Magyar Honvédségben 1994-től századosi, 1999-ben őrnagyi, 2004-ben alezredesi, 2008-ban ezredesi rendfokozatot nyert el.
Főpásztori kinevezése miatt 2021. április 9-én Áder János köztársasági elnök dandártábornokká léptette elő.

### Püspöki pályafutása
2021. február 18-án Ferenc pápa katonai ordináriussá nevezte ki.
2021. március 17-én tette le a hűségesküt és a hitvallást az Apostoli Nunciatúrán.
Püspökké szentelése 2021. április 10-én volt a Szent István-bazilikában. A szertartást Dr. Erdő Péter bíboros, prímás, esztergom-budapesti érsek vezeti, Michael August Blume SVD apostoli nuncius-érsek és Varga László kaposvári megyéspüspök segédletével.